# Cheilobarbus
Cheilobarbus ist eine artenarme südafrikanische Gattung aus der Familie der Karpfenfische (Cyprinidae). Sie kommt in einigen in den Amathole-Bergen entspringenden Flüssen (Keiskamma River und Buffalo River) in der Provinz Ostkap vor.

## Merkmale
Cheilobarbus-Arten sind mittelgroße Karpfenfische mit Standardlängen von 50 bis 60 cm. Die Schuppen sind radial strukturiert. Die Schnauze ist aufgrund des verlängerten Lacrimale langgestreckt. Das Maul ist unterständig, hat feste, gut entwickelte Lippen und ist mit einem oder zwei Bartelpaaren besetzt. Die Pharyngealia sind mit drei Reihen höckerförmiger Schlundzähne besetzt. Der Darm ist verschlungen und länger als die Standardlänge der Fische. Ausgewachsene Fische beider Geschlechter zeigen in der Laichzeit einen leichten Laichausschlag auf der Kopfoberseite und eine einzelne Reihe über den Brustflossen. Die Rückenflosse steht über oder ein wenig hinter den Bauchflossen. Ihr letzter einfacher Flossenstrahl ist am hinteren Rand leicht oder deutlich gesägt. Dahinter folgen acht verzweigte Flossenstrahlen. Die Afterflosse hat drei unverzweigte und fünf oder sechs verzweigte Flossenstrahlen.
Cheilobarbus ist die einzige Gattung großer südafrikanischer Karpfenfische mit einem tetraploiden Chromosomensatz. Außerdem ist der unverzweigte Rückenflossenstrahl der meisten anderen Gattungen glatt und nicht gesägt und die Riefen auf ihren Schuppen sind parallel angeordnet und nicht radial.

## Lebensweise
Beide Cheilobarbus-Arten kommen in größeren Flüssen vor und bevorzugen dort als ausgewachsene Fische die tieferen Bereiche. Sie ernähren sich vor allem von bodenbewohnenden Wirbellosen und von Algen. Cheilobarbus-Arten pflanzen sich im Sommer fort und bilden zum Laichen große Gruppen, die zusammen über steinigen Böden ablaichen.

## Systematik
Cheilobarbus wurde 1841 durch den britischen Zoologen Andrew Smith als Untergattung von Barbus eingeführt mit Barbus (Cheilobarbus) capensis als Typusart und Barbus  (Cheilobarbus) marequensis als einziger weiterer Art in der Gattung. Der Name Cheilobarbus verweist auf die kräftigen Lippen der Fische (Gr.: ‘cheilos’ = Rang, Lippe). Beide Arten wurde später der Gattung Labeobarbus zugeordnet und Barbus capensis kam im Jahr 2016 zu Pseudobarbus während Barbus marequensis bis heute in Labeobarbus verblieb. Anfang 2018 wurde die Cheilobarbus zu einer eigenständigen Gattung mit den beiden Arten Cheilobarbus capensis und Cheilobarbus serra, da sich beide durch ihren tetraploiden Chromosomensatz von allen anderen südafrikanischen Karpfenfischen unterscheiden. Innerhalb der Familie der Karpfenfische (Cyprinidae) gehört Cheilobarbus zur Unterfamilie Cyprininae und zur Tribus Smiliogastrini.

## Arten
- Cheilobarbus capensis Smith, 1841
- Cheilobarbus serra (Peters, 1864)

## Belege
1. 1 2 3 4  Skelton, P.H., Swartz, E. & Vreven, E.J. (2018): The identity of „Barbus capensis“ Smith, 1841 and the generic status of southern African tetraploid cyprinids (Teleostei, Cyprinidae). European Journal of Taxonomy, 410: 1–29.
2. ↑  Cheilobarbus capensis auf Fishbase.org (englisch)
3. ↑  Cheilobarbus serra auf Fishbase.org (englisch)
4. ↑  Vreven, E. J., T. Musschoot, J. Snoeks and U. K. Schliewen (2016): The African hexaploid Torini (Cypriniformes: Cyprinidae): review of a tumultuous history. Zoological Journal of the Linnean Society v. 177 (no. 2): 231-305.